# Seres (Automarke)

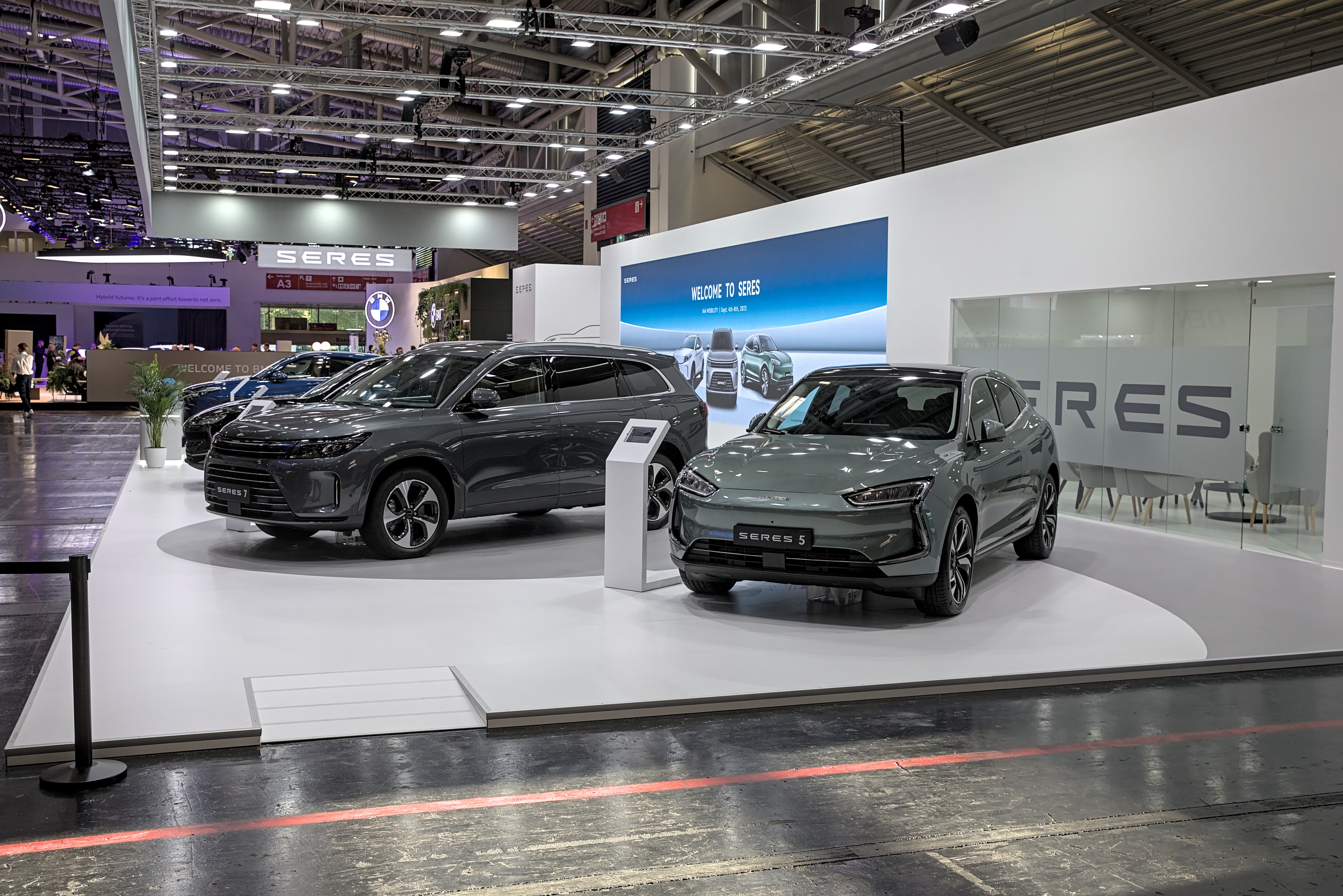
Seres auf der IAA 2023

Seres ist eine chinesische Automarke der Seres Group.

## Geschichte
Die Ursprünge der Marke gehen auf das Jahr 2016 zurück, als Dongfeng Sokon, ein Joint Venture zwischen der Dongfeng Motor Corporation und der Sokon Group (seit 2022 Seres Group), einige Start-Ups für Elektroautos aufkauften und in San Francisco das Unternehmen SF Motors gründeten, unter dem Fahrzeuge mit alternativen Antriebsformen entwickelt wurden. Im März 2018 wurden mit den Konzeptfahrzeugen SF5 und SF7 die ersten beiden Modelle dieses Joint Ventures vorgestellt. 2019 wurden die Beziehungen in den Vereinigten Staaten wegen des Handelskonflikts zwischen den USA und China beendet und im chinesischen Liangjiang (Chongqing) eine Produktionsstätte gebaut. Das erste Modell der Marke sollte zunächst als Jinguo SF5 vermarktet werden. Kurz vor der Markteinführung wurde die Marke in Seres umbenannt. Mittlerweile ist Seres im Wesentlichen eine Marke für batterieelektrische Fahrzeuge der Seres Group. Der Schwerpunkt liegt auf der Forschung und Entwicklung sowie der Herstellung und Produktion von Elektrofahrzeugen. 2021 wurde die Partnerschaft zwischen Seres und CATL aktualisiert.
Durch ein Joint Venture zwischen der Seres Group und Huawei entstand 2021 die Automarke Aito. Bei ihr ist die Seres Group für die Produktion verantwortlich. Diese Marke wird seit Januar 2024 auch in Russland angeboten, wobei die Fahrzeuge dort von MB Rus importiert werden. Außerdem gibt es in Russland den Hersteller Evolute, der seit September 2022 Hybrid- und Elektroautos von Dongfeng in Lipezk fertigt.

## Fahrzeuge
Als erstes Modell unter der Marke Seres ging der elektrisch angetriebene ix3 auf Basis des Dongfeng Fengguang 500 in Serienproduktion. Der SF5, der als Hybrid- als auch als Elektroauto erhältlich ist, folgte im Sommer 2020. Auf dem chinesischen Heimatmarkt folgten danach keine neuen Seres-Modelle mehr, da Fahrzeuge der Seres Group dort fortan unter der Marke Aito vermarktet werden.
In Europa werden Seres-Modelle seit Herbst 2020 angeboten, wobei sie in Deutschland von Indimo importiert werden. Erstes Modell war der zum ix3 baugleiche Seres 3. Der SF5 folgte als Seres 5 im Januar 2023 auf dem Brüsseler Autosalon. Dessen Auslieferungen starteten im Juni 2023. Im September 2023 wurde der Seres 7 auf Basis des Aito M7 auf der Internationalen Automobil-Ausstellung in München vorgestellt.
Ausschließlich in Indonesien wird seit August 2023 mit dem 3,03 Meter langen Elektroauto Seres E1 auf Basis des Dongfeng Fengguang Mini EV ein weiteres Modell der Marke Seres angeboten.
Mit dem i-Joy auf Basis des Seres ix3 und dem i-Jet auf Basis des Seres SF5 vermarktet Evolute in Russland auch zwei Seres-Modelle.

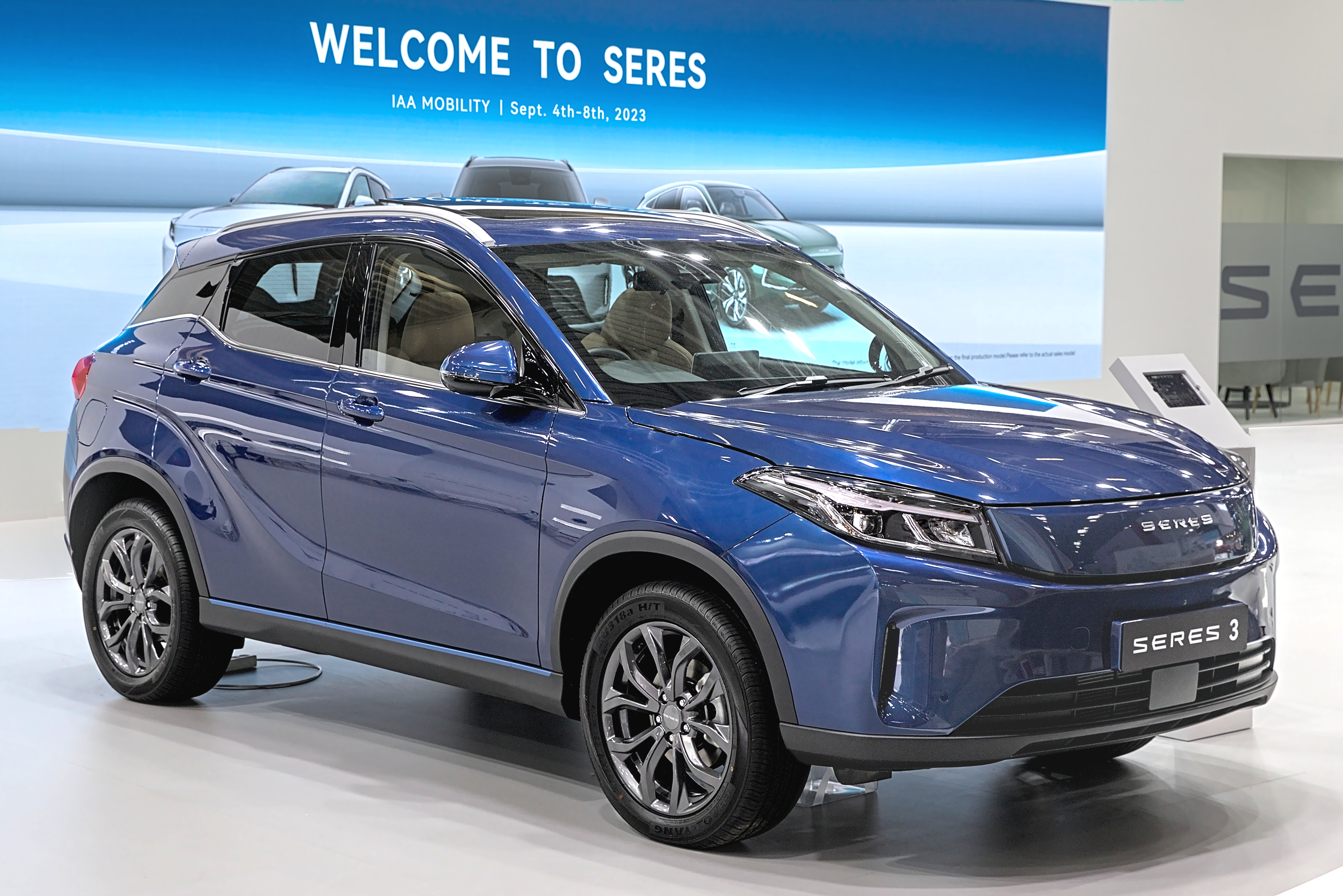
Seres 3 (seit 2020)
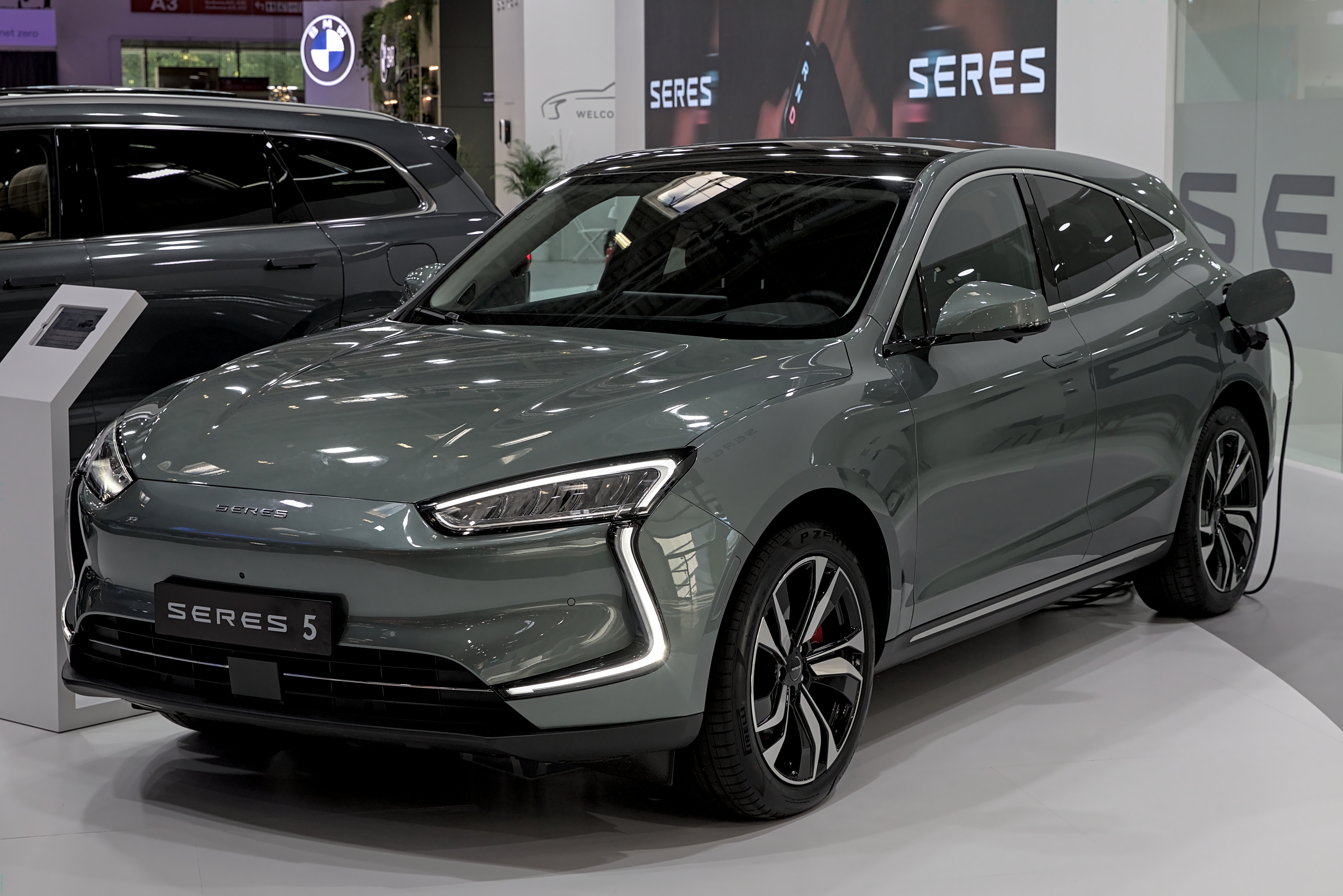
Seres 5 (seit 2023)
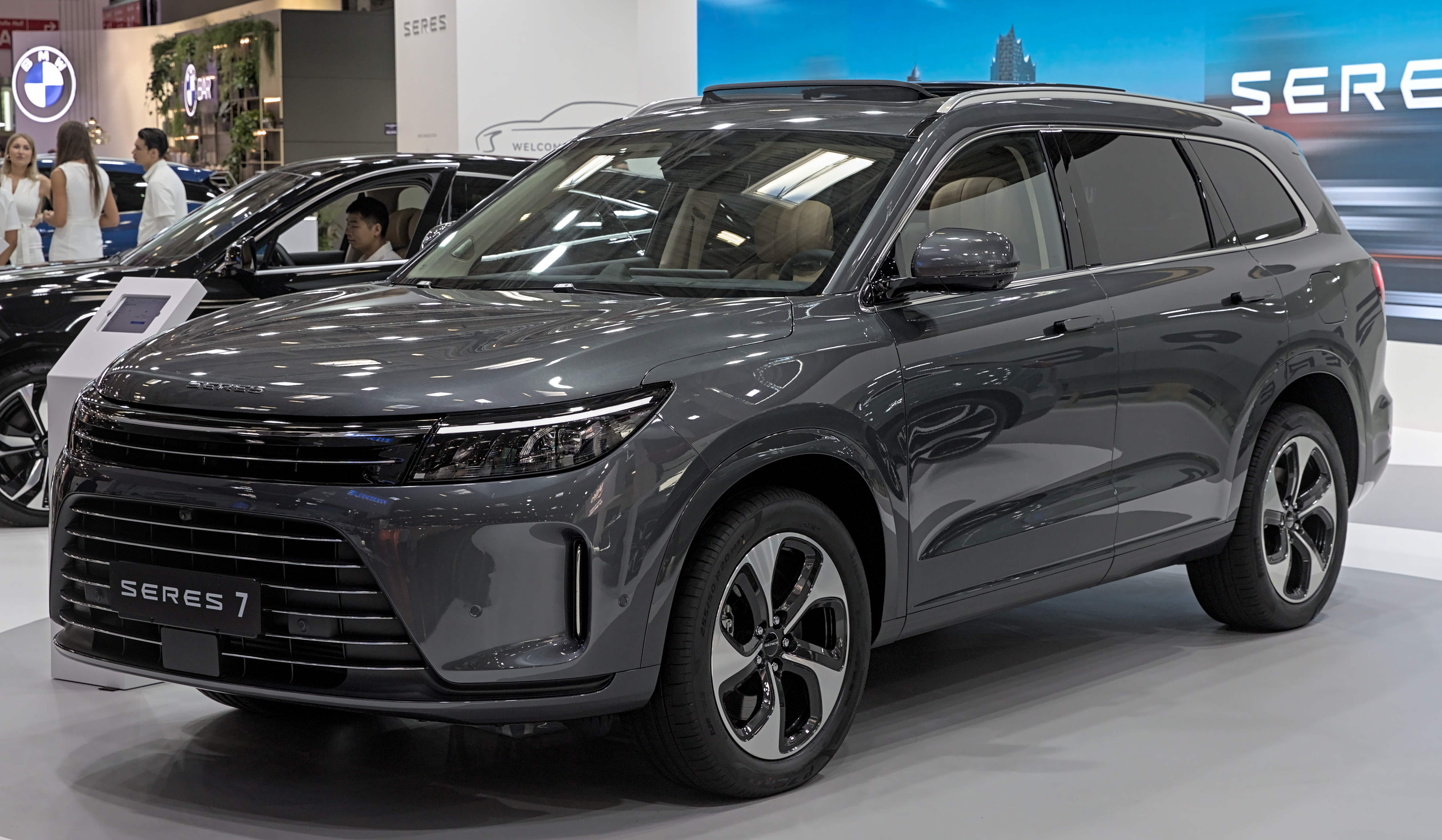
Seres 7
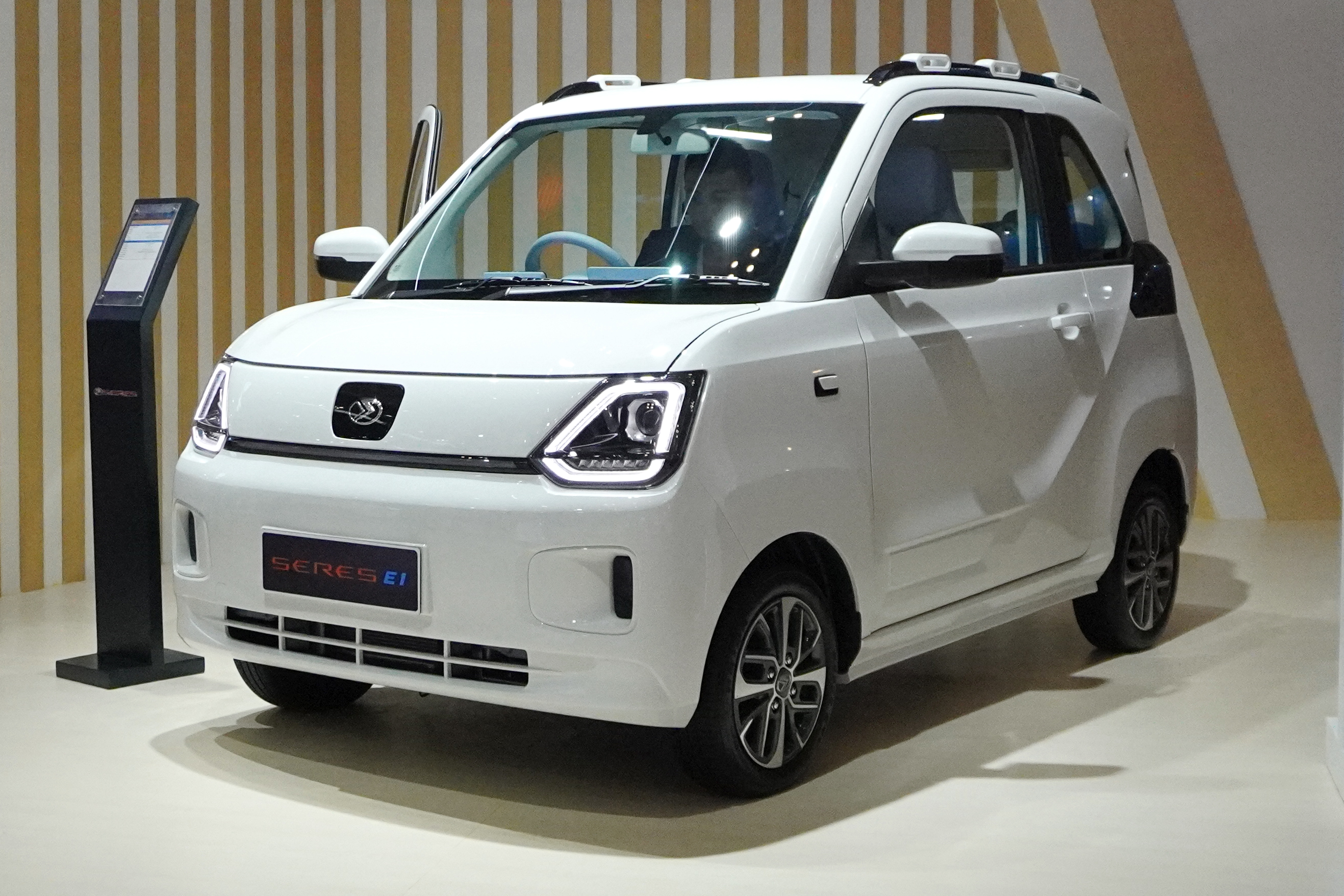
Seres E1 (seit 2023)